# 米兰·马尔蒂奇
米兰·马尔蒂奇
（1954年9月18日—），克羅地亞塞爾維亞人政治家。他於2007年6月12日以戰爭罪行被判罪。他曾帶領克羅地亞的塞爾維亞人發動克羅地亞獨立戰爭。

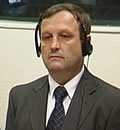
在海牙法庭受审的马尔蒂奇

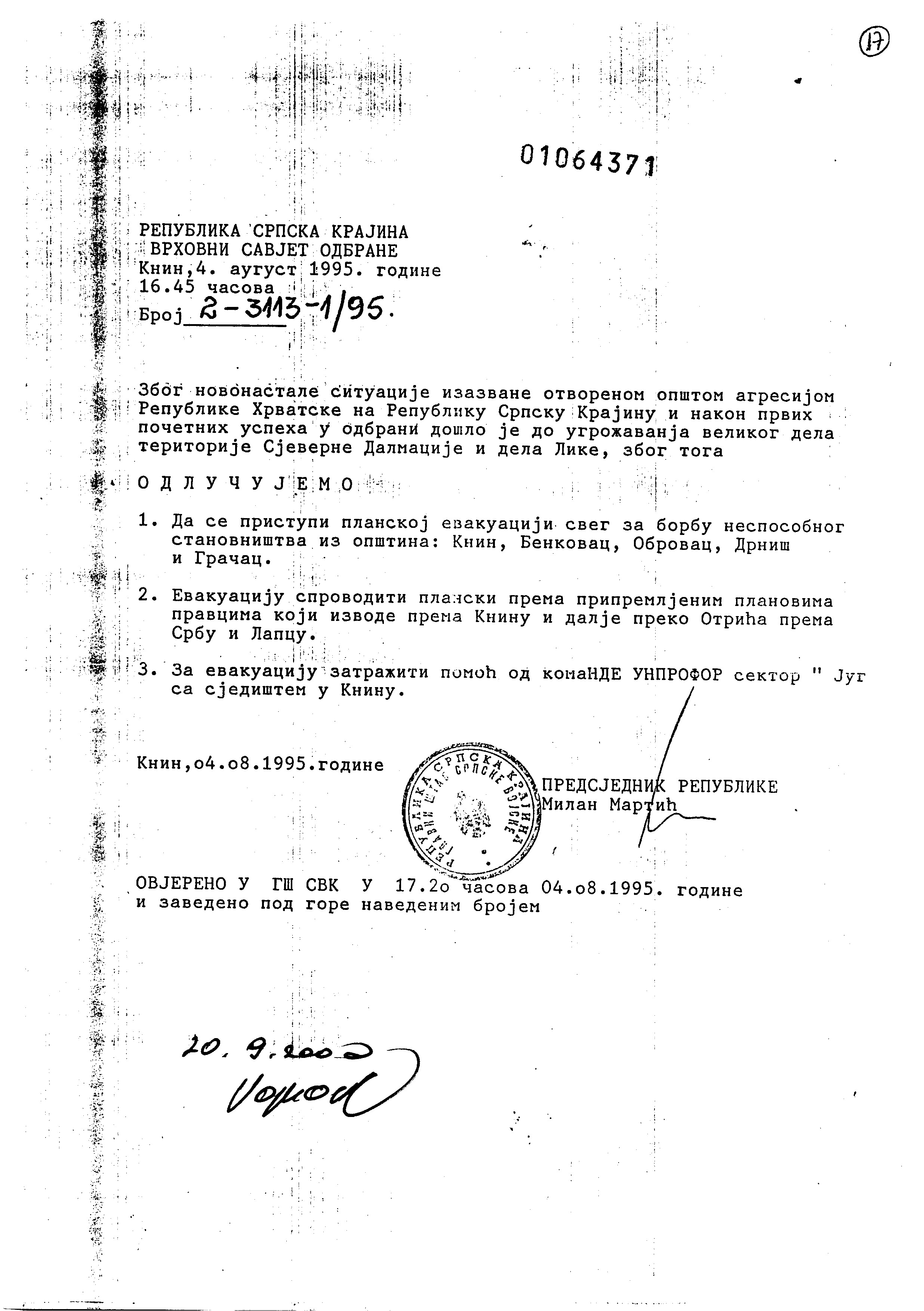
马尔蒂奇的行政命令，下令从塞族克拉伊纳共和国疏散平民